# 高泰宇
高泰宇（1991年7月12日—），本名姚洋，汉族，中国演员、歌手、艺人。毕业于山东艺术学院。2013年参加湖南卫视《快乐男声》出道，曾为天娱传媒签约男艺人。

## 主要经历
- 1991年 出生于山东省莱阳市
- 2009年 考入山东艺术学院影视表演专业本科班（2013年毕业）
- 2012年 参加搜狐视频《向上吧，少年》[1]选拔赛入围全国决赛；同年参加“寻找新小虎队”选拔赛晋级全国十强[2]，并奔赴台湾参加专业培训；
- 2013年 参加湖南卫视《快乐男声》比赛，在北京50进10时淘汰出局，但由于外形俊朗、吸引粉丝，得到天娱传媒青睐签约成为旗下影视部艺人[3]；同年在电影《黄飞鸿之英雄有梦》中饰演林世荣一角[4]
- 2014年 客串电影《临时同居》以及主演电影《怨灵之路》，并在电视剧《女神》和《成人记2》中有出色表现。
- 2016年 擔任男主角「陸風」參與《雙程》網路BL耽美大電影。
- 2025年 在個人微博發文宣告，感謝這十幾年來粉絲的支持，對未來有新的人生規劃，卸下演員身分正式退出演藝圈[5]。

## 影視作品

### 电影
| 上映年份 | 電影名稱                         | 角色   | 備註 |
| 2014年   | 《临时同居》                     | 传销员 | 客串 |
| 2014年   | 《成人记2》                      | 丁丁   |      |
| 2014年   | 《怨灵》                         | 王仁杰 |      |
| 2014年   | 《黄飞鸿之英雄有梦》             | 林世荣 |      |
| 2016年   | 《我們畢業啦》                   | 季司陽 |      |
| 2016年   | 《暗影特工局》                   | 金可宰 |      |
| 2016年   | 《在世界中心呼唤爱 》            | 徐浪   |      |
| 2016年   | 《為愛放手》                     | 陸帆   |      |
| 2016年   | 《雙程網路大電影上集》(網路電影) | 陸風   |      |
| 2016年   | 《雙程網路大電影下集》(網路電影) | 陸風   |      |
| 2018年   | 《法医秦明之车尾游魂》(網路電影) | 秦明   |      |
| 2022年   | 《农民院士》                     |        |      |

### 电视剧/網路劇
| 首播年份 | 剧名                   | 角色   | 備註   |
| 2015年   | 《相爱穿梭千年》       | 刘骜   |        |
| 2015年   | 《青丘狐傳說》         | 馬生   |        |
| 2015年   | 《会痛的17岁第一单元》 | 曹飛   | 網路劇 |
| 2017年   | 《小情人》             | 明門   |        |
| 2017年   | 《軒轅劍之漢之雲》     | 游兆   |        |
| 2017年   | 《无心法师II》         | 白川凛 | 網路劇 |
| 2017年   | 《柒個我》             | 沈栋杰 | 網路劇 |
| 2019年   | 《众王驾到》           | 秦尚   | 網路劇 |
| 2019年   | 《青春斗》             | 沈嚴   |        |
| 2019年   | 《陪你到世界之巅》     | 顧放   | 網路劇 |
| 2019年   | 《归还世界给你》       | 叶齐磊 |        |
| 2019年   | 《唯美貌不可辜负》     | 韩绍   | 網路劇 |
| 2021年   | 《斗羅大陸》           | 戴沐白 |        |
| 2021年   | 《天龙八部》           | 慕容复 |        |
| 2021年   | 《雪中悍刀行》         | 宁峨眉 |        |
| 2023年   | 《正好遇见你》         | 萧裴   | 網路劇 |

### 微電影
| 上映年份 | 剧名       | 角色 | 備註 |
| 2015年   | 包里的秘密 |      |      |

### MV作品
| 原唱   | 歌名 | 備註 |
| 李嘉格 | 沦陷 |      |

## 綜藝節目
| 播出年份 | 播出日期         | 播出平台           | 節目名稱       | 備註            |
| 2014年   | 11月9日          | 四川衛視、搜狐視頻 | 《心動女人幫》 |                 |
| 2014年   | 11月17日         | 芒果TV             | 《偶像萬萬碎》 | 宣傳《成人记2》 |
| 2014年   | 11月23日         | 四川衛視、搜狐視頻 | 《心動女人幫》 |                 |
| 2015年   | 5月12日－5月19日 | 湖南衛視           | 《我是大美人》 |                 |
| 2019年   | 3月30日          | 北京衛視           | 《大戲看北京》 | 宣傳《青春斗》  |

## 音樂作品
| 發行日期       | 歌曲名稱     | 備註 |
| 2015年1月19日  | 回家过年吧   |      |
| 2016年11月24日 | 念你时说晚安 |      |